# Hygrolejeunea sullivantii
Hygrolejeunea sullivantii là một loài Rêu trong họ Lejeuneaceae. Loài này được (Gottsche) Stephani mô tả khoa học đầu tiên năm 1896.